# IX-gruppen
IX-gruppen (uttalas iks) var en sammanslutning av nio grafiker som bildades 1964 för att genom utställningssamarbete göra det lättare för medlemmarna att med sin grafik nå ut till den internationella arenan. Gruppen upplöstes år 2000 i och med att Philip von Schantz avlidit 1998.
Målsättningen 1964 var att dessa nio vänner som studerat på Konstakademiens Grafikskola på 1950-talet och verksamma inom grafikens alla områden som koppargrafik, etsningar, trä- och linoleumsnitt, litografi och serigrafi skulle föra ut sin grafiska konst internationellt. De första utställningarna utomlands ägde rum i Krakow och Zakopane i Polen. Därefter följde utställningar i Tjeckoslovakien, Västtyskland, Italien, Jugoslavien, USA, Kanada, Mexiko, Frankrike och de nordiska länderna Norge, Danmark, Finland och Island. 
IX-gruppen har genom åren tagit fram åtta grafiska portföljer. Dessa har ställts ut i stor omfattning såväl internationellt som nationellt. 
I slutet av 1960-talet genomfördes även bokprojektet IX:s BOK - Nio grafiska berättelser på Tidens förlag där medlemmarna formulerar varsin litterär text tillsammans med sina bilder. 
År 1970 invigdes den uppmärksammade vandringsutställningen "BILD BLIR TILL" på Konstfrämjandets konstvaruhus i Stockholm. Utställningen som visade färdiga grafiska konstverk tillsammans med förlagor och inspirationsmaterial kom även att visas i Örebro och Göteborg innan utställningen avslutades på Kunstnerernes Hus i Oslo. 
I Sverige märks tjugofemårsutställningen på Nationalmuseum i Stockholm och 30-årsutställningen på Prins Eugens Waldemarsudde. Gruppen avslutade sin verksamhet med sista utställning på Galleri Astley i Uttersberg år 2000.

## Medlemmar
- Gösta Gierow
- Karl-Erik Häggblad
- Bengt Landin
- Lars Lindeberg
- Göran Nilsson
- Alf Olsson
- Philip von Schantz
- Nils G Stenqvist
- Pär Gunnar Thelander